# Estação Ferroviária de Amieira

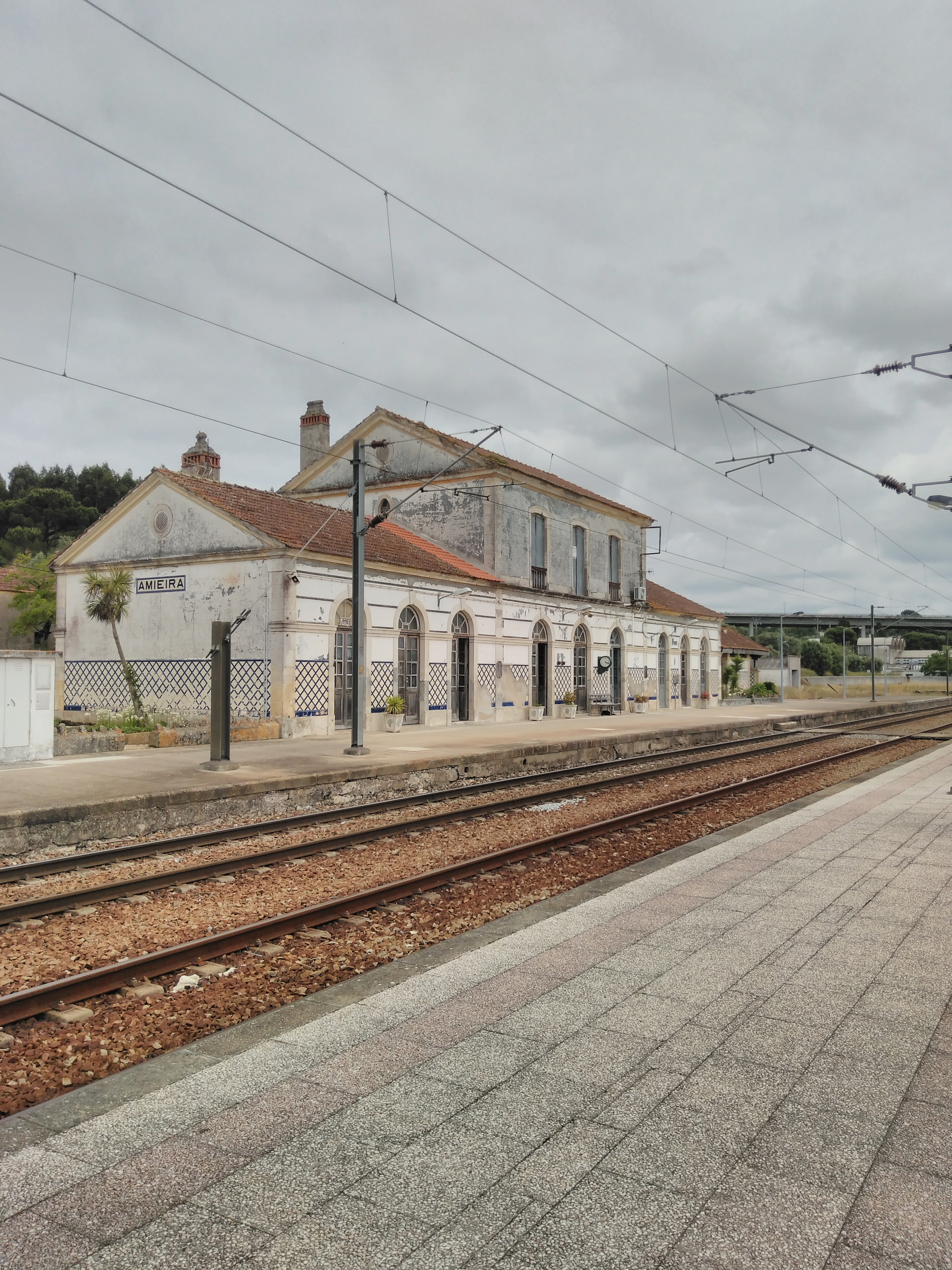
A estação de Amieira vista da plataforma oposta, em 2018.

A Estação Ferroviária de Amieira é uma interface ferroviária encerrada da Linha do Oeste e da Concordância de Verride, que servia a localidade de Amieira, no concelho de Soure, em Portugal.

## Caracterização

### Localização e acessos
Esta estação está situada junto à localidade de Amieira (freg. Samuel), tendo acesso pela Estrada Nacional 341.

### Caracterização física
No Directório da Rede 2012, que foi publicado pela Rede Ferroviária Nacional em Janeiro de 2011, a estação ferroviária de Amieira estava descrita como tendo três vias de circulação, com 674, 370 e 330 m de comprimento; as plataformas tinham 114 e 226 m de extensão, e 40 e 45 cm de altura. O edifício de passageiros situa-se do lado nascente da via (lado direito do sentido ascendente, a Figueira da Foz).

## História

### Século XIX
A estação situa-se no troço entre Leiria e Figueira da Foz, que foi aberto a 17 de Julho de 1888, pela Companhia Real dos Caminhos de Ferro Portugueses.
Em 8 de Junho de 1889, foi inaugurado o Ramal de Alfarelos, que originalmente ligava esta estação a Alfarelos. Em 25 de Maio de 1891, entrou ao serviço a Concordância de Alfarelos ou de Lares que permitia uma ligação directa do Ramal de Alfarelos para a Figueira da Foz, deixando de serem necessárias as manobras dos comboios na Estação de Bifurcação de Lares. Com a abertura deste troço, o ponto de origem do ramal deixou de ser na estação de Amieira, e passou a ser em Lares.

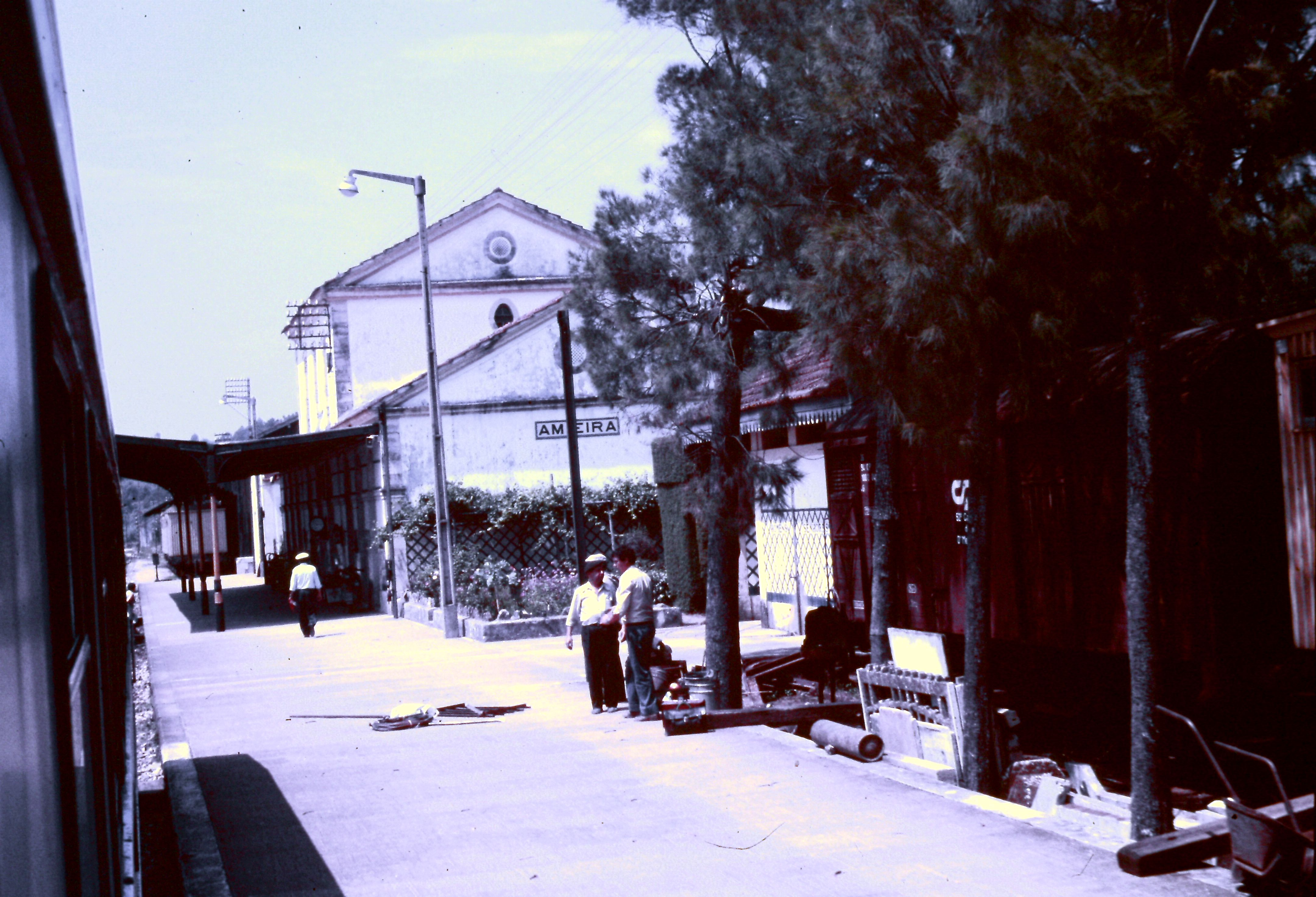
Gare da Estação de Amieira, na década de 1980.

### Século XX
Em 28 de Fevereiro de 1934, foi aberto o concurso para a construção da Estrada Nacional 43-2, ligando esta interface à localidade de Moinho do Almoxarife.

### Século XXI
Em 8 de Setembro de 2013, fruto de alteração aos horários da Linha do Oeste, os comboios regionais deixaram de servir esta estação.

A 5 de Agosto de 2018 a estação reabriu, na sequência de novos horários da Linha do Oeste: Nesta estação passaram a acontecer as ligações de e para Coimbra-B, asseguradas por comboios eléctricos (UTE), sendo as restantes ligações, até às Caldas da Rainha, asseguradas por composições a diesel (UDD).[carece de fontes?] Porém, no dia 2 de novembro de 2018, foram repostos os horários suprimidos, regressando as ligações diretas entre Caldas da Rainha e Coimbra-B, pelo que se deixou de justificar a utilização da estação da Amieira.

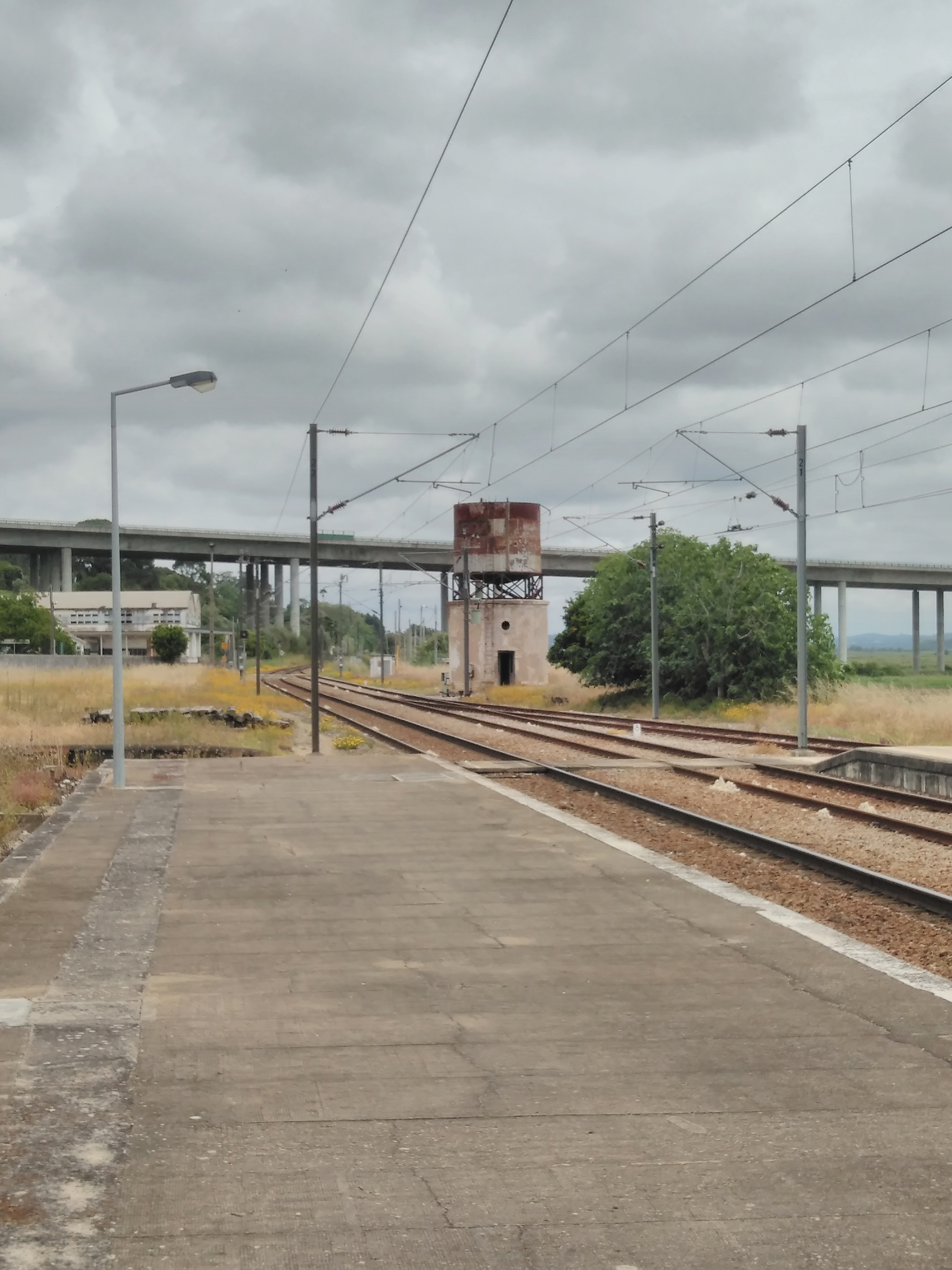
Torre d’água da estação de Amieira, em 2018; ao fundo, a A17 em viaduto.

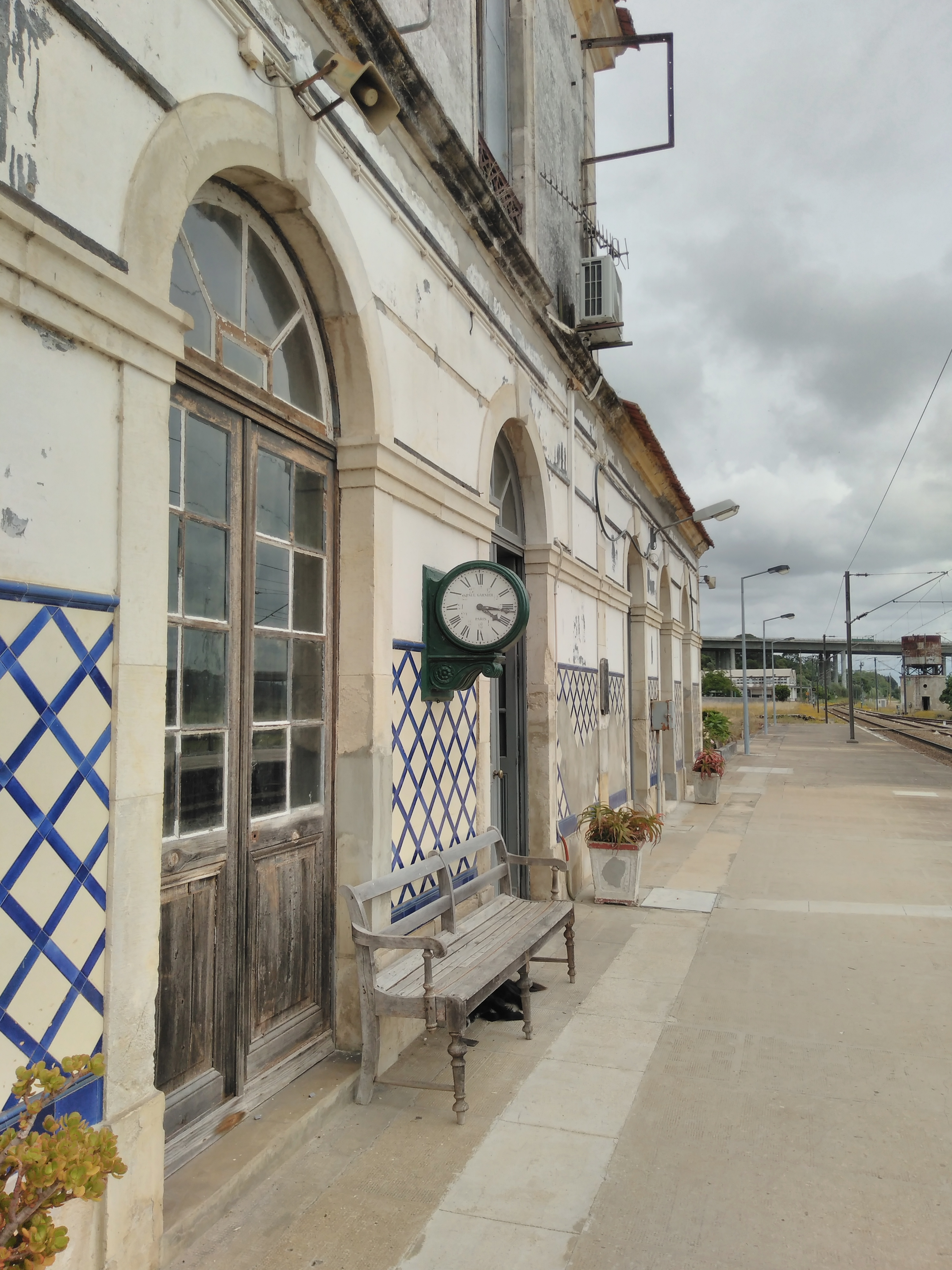
Relógio da estação de Amieira, em 2018.